# Chabourneïta
La chabourneïta és un mineral de la classe dels sulfurs que pertany i dona nom al grup de la chabourneïta. Rep el nom de la glacera Chabournéou, propera a la seva localitat tipus.

## Característiques
La chabourneïta és una sulfosal de fórmula química Tl₄Pb₂(Sb,As)20S34. Va ser aprovada com a espècie vàlida per l'Associació Mineralògica Internacional l'any 1976. Cristal·litza en el sistema triclínic. La seva duresa a l'escala de Mohs oscil·la entre 3 i 3,5.
Segons la classificació de Nickel-Strunz, la chabourneïta pertany a «02.HC: Sulfosals de l'arquetip SnS, amb només Pb» juntament amb els següents minerals: baumhauerita, argentobaumhauerita, dufrenoysita, guettardita, liveingita, parapierrotita, pierrotita, rathita, sartorita, twinnita, veenita, marumoïta, dalnegroïta, fülöppita, heteromorfita, plagionita, rayita, semseyita, boulangerita, falkmanita, plumosita, robinsonita, moëloïta, dadsonita, owyheeïta, zoubekita i parasterryita.

## Formació i jaciments
Va ser descoberta a Jas Roux, dins La Chapelle-en-Valgaudemar, als Alts Alps (Provença-Alps-Costa Blava, França). També ha estat descrita a Itàlia, Suïssa i el Japó.